# Волоцкой (разъезд)
Волоцкой — разъезд в Грязовецком районе Вологодской области России.
Входит в состав Перцевского муниципального образования, с точки зрения административно-территориального деления — в Перцевский сельсовет.
Расстояние по автодороге до районного центра Грязовца — 15 км, до центра муниципального образования Слободы — 5 км. Ближайшие населённые пункты — Голубково, Черногубово, Сторонний Крутец, Воронино.
По переписи 2002 года население — 5 человек.